# Charoen Pokphand Foods
Charoen Pokphand Foods Public Company Limited (thailändisch บริษัท เจริญโภคภัณฑ์อาหาร จำกัด (มหาชน)) ist ein thailändisches Unternehmen in der Agrarindustrie. Es ist Teil der Charoen Pokphand-Unternehmensgruppe. Das Unternehmen ist im SET Index an der Thailändischen Börse gelistet (SET: CPF).

## Übersicht

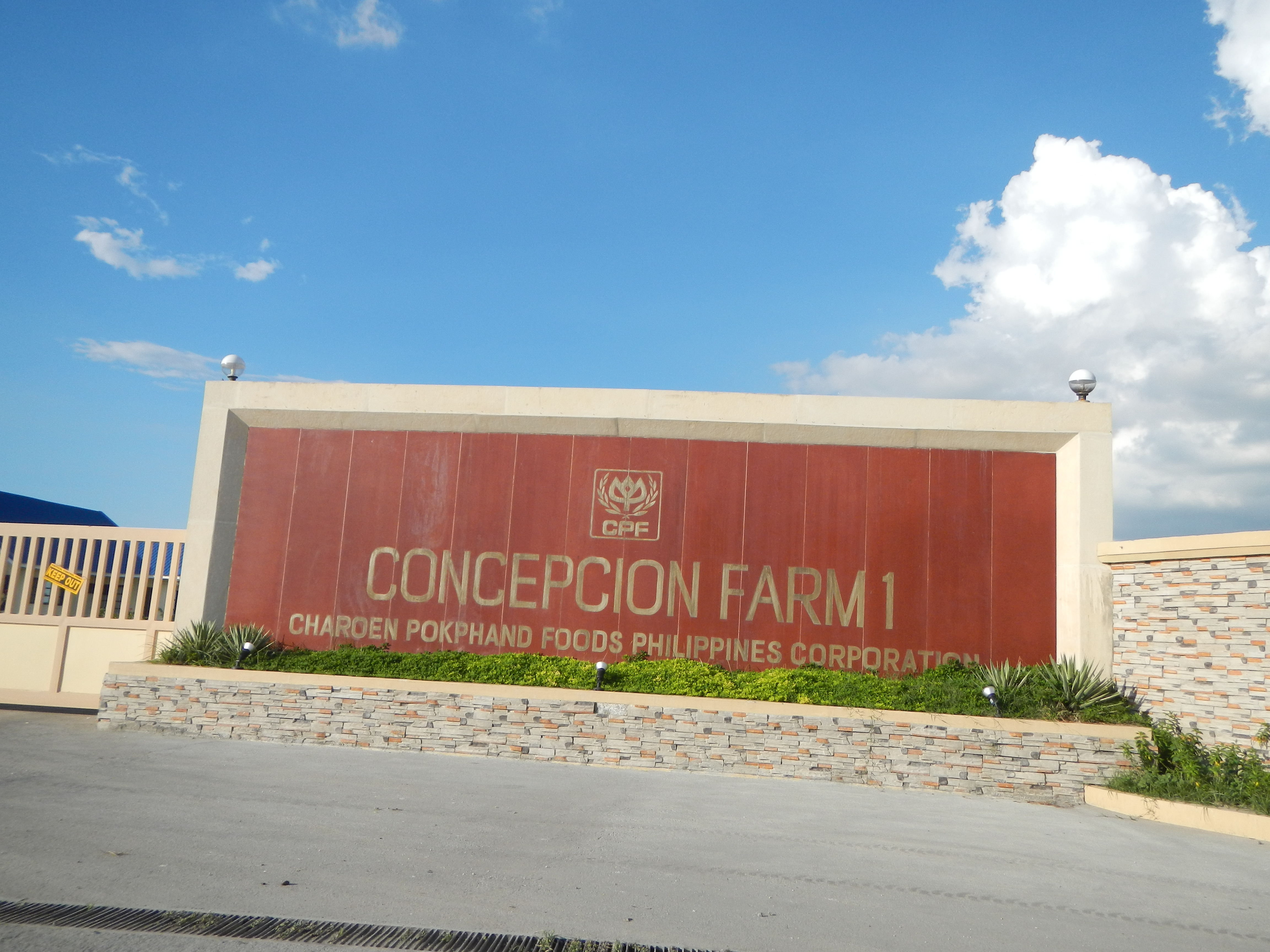

Mit der Übernahme von Bellisio, einem Hersteller von Tiefkühlkost, für über 1 Milliarde Dollar dehnte CP Foods Ende 2016 seine Aktivitäten auf den amerikanischen Markt aus.
Charoen Pokphand gehörte 2014 mit 939 Millionen geschlachteten Tieren zu den größten Geflügelfleischproduzenten der Welt.

## Kritik
Greenpeace kritisierte das Unternehmen wegen der Zerstörung von Mangrovenwälder, die Massenhaltung von Fischen, Einsatz von Chemikalien und die umweltschädliche Beseitigung von Abwässern.
Die britische Zeitung The Guardian berichtete im Juni 2014 über weitverbreiteten Menschenhandel und Versklavung in der thailändischen Fischereibranche, darunter auch von für CP Foods oder zuliefernde Subunternehmer tätigen Fischern.